# Casa de las Américas

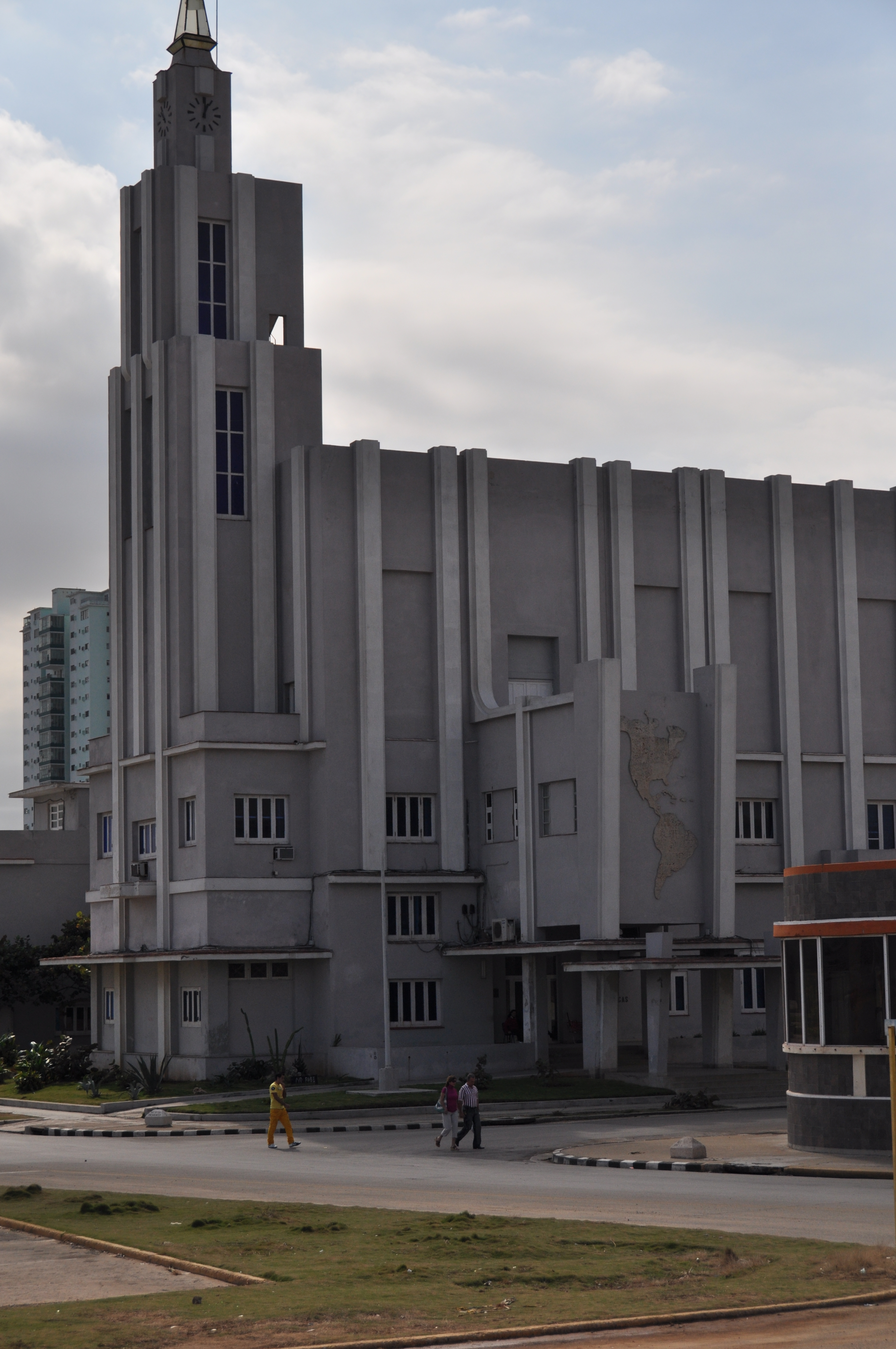
Hauptgebäude der Casa de las Américas in Vedado/Havanna

Casa de las Américas (Haus der Amerikas) ist ein kubanisches Kulturinstitut. Es wurde am 28. April 1959 durch Haydée Santamaría gegründet, die das Zentrum bis zu ihrem Tod im Jahre 1980 leitete. Selbst gestellte Aufgabe ist es, den sozio-kulturellen Austausch zwischen den Kunstschaffenden aus Lateinamerika, der Karibik und dem Rest der Welt zu fördern.
Die Casa de las Américas ist Stifter verschiedener Preise, unter anderem für Literatur, Musikwissenschaft, Komposition und Theater.
Außerdem ist das Institut Herausgeber der Kulturzeitschrift Casa de las Américas, revista de letras e ideas.
Die Direktoren nach Haydee Santamaría waren unter anderem Mariano Rodríguez (1980–1986), Roberto Fernández Retamar (1986 bis 1989) und Arturo Arango (1989 bis 1991).
Für ihr Wirken wurde die Casa de las Américas 2004 mit dem Simón-Bolívar-Preis der UNESCO ausgezeichnet.

## Preisträger (Auswahl)
- 1956 – Literatur: Lacre von Antonio Dal Masetto
- 1963 – Literatur: La situación von Lisandro Otero
- 1964 – Kunst: Adolfo Mexiac
- 1966 – Literatur: Los que vieron la zarza von Liliana Heker
- 1966 – Literatur: Poesía de paso von Enrique Lihn
- 1966 – Literatur: Las ceremonias del verano von Marta Traba
- 1967 – Literatur: Jaulario von Ricardo Piglia
- 1968 – Literatur: Condenados de Condado von Norberto Fuentes
- 1970 – Literatur: Rajatabla von Luis Britto García
- 1975 – Literatur: Mascaró, el cazador americano von Haroldo Conti
- 1976: Jorge Boccanera
- 1977: – Literatur: Caperucita en la zona roja von Manlio Argueta
- 1978 – Literatur: Sobrevivo von Claribel Alegría; Poesie: Línea de Fuego von Gioconda Belli
- 1979 – Poesie: One a Week with Water von Shake Keane
- 1982 – Literatur: Corresponsales de guerra von Fernando Pérez
- 1985 – Literatur: Fernando del Paso
- 1993 – Literatur: Ravines du devant-jour (Das Flüstern der Zamanas) von Raphaël Confiant
- 2001 – Theater: Walter Acosta für El escorpión y la comadreja
- 2003 – Literatur: La hermana von Paola Kaufmann
- 2007 – Literatur: Es espejo que tiembla von Abelardo Castillo
- 2012 – Literatur: Le sang et la mer von Gary Victor
- vor 2001 – Literatur: Tierra Inerme von Dora Alonso
- – Literatur: Un mundo para todos divido von Roberto Sosa
- Eduardo Rovner
- Kamau Brathwaite